# Orchestia uhleri
Orchestia uhleri är en kräftdjursart. Orchestia uhleri ingår i släktet Orchestia och familjen tångloppor. Inga underarter finns listade i Catalogue of Life.